# Graminicola bengalensis
Erveira-indiana ou felosa-do-capim-de-bengala (Graminicola bengalensis) é uma espécie de ave da família Pellorneidae.
Pode ser encontrada nos seguintes países:  Bangladesh, China, Hong Kong, Índia, Myanmar, Nepal, Tailândia e Vietnam.
Está ameaçada por perda de habitat.